# Svjetsko prvenstvo u motociklizmu 1992. – 500cc
Svjetsko prvenstvo u motociklizmu u klasi 500cc za 1992. godinu je treći put zaredom osvojio američki vozač Wayne Rainey na motociklu Yamaha YZR500 (0WE0) u momčadi Marlboro Team Roberts. 
 
Ova sezona je značajna zbog organizacijskih promjena u prvenstvu. Prvenstvo su vodile četiri organizacije (nakon niza nesporazuma; te je postojala mogućnost organiziranja paralelnog prvenstva): IRTA (enl. International Racing Team Associatios; Međunarodna udruga trkačih momčadi) – za organizaciju utrka i momčadi, FIM (fr. Fédération Internationale de Motocyclisme, Međunarodna motociklistička federacija – za sportsku i tehničku reglaciju prvenstva, DORNA (šp. Dorna Promoción del Deporte) – za komercijalna i televizijska prava prvenstva i TWP (eng. Two Wheels Promotion) – za upravljanje sa stazama i koordinaciju sa organizatorima i promotorima Velikh Nagrada (eng. Grand Prix) te komercijalna prava. Također je nakratko došlo do promjene naziva klasa (500cc u GP1; 250cc u GP2 te 125cc u GP3; što je istaknuto na pojedinim utrkama, ali su na kraju vraćeni brojčani nazivi na klase. Također je od ove sezone dogovorno da u utrkama 500cc klase može biti najviše dva vozača s pozivnicom (eng. wild card) po Velikoj Nagradi. Također je promijenjen sustav bodovanja – bodove je osvajalo prvih 10 vozača, no za 1993. je nanovo promijenjen sustav bodovanja (vraćeno na prvih 15 vozača, ali sa novom raspodjelom bodova).  

## Raspored utrka i osvajači postolja
1992. godine je bilo na rasporedu 13 trkačih vikenda Svjetskog prvenstva i na svima su vožene utrke u klasi 500cc.
| rb | datum              | staza                 | utrka           | službeni naziv utrke                                      | pole poz.      | motocikl | naj.krug       | motocikl | pobjednik      | motocikl | drugoplasirani | motocikl | trećeplasirani  | motocikl | izvj.                                                             |
| -- | ------------------ | --------------------- | --------------- | --------------------------------------------------------- | -------------- | -------- | -------------- | -------- | -------------- | -------- | -------------- | -------- | --------------- | -------- | ----------------------------------------------------------------- |
| 1  | 29. ožujka 1992.   | Suzuka                | VN Japana       | Japanese Grand Prix Suzuka 1992                           | Kevin Schwantz | Suzuki   | Michael Doohan | Honda    | Michael Doohan | Honda    | Doug Chandler  | Suzuki   | Kevin Schwantz  | Suzuki   | [ 1 ] [ 2 ] [ 3 ] [ 4 ] [ 5 ] [ 6 ] [ 7 ] [ 8 ] [ 9 ] [ 10 ]      |
| 2  | 12. travnja 1992.  | Eastern Creek         | VN Australije   | nameFoster's Australian Motorcycle Grand Prix             | Michael Doohan | Honda    | Michael Doohan | Honda    | Michael Doohan | Honda    | Wayne Rainey   | Yamaha   | Daryl Beattie   | Honda    | [ 1 ] [ 2 ] [ 3 ] [ 4 ] [ 5 ] [ 11 ] [ 12 ] [ 13 ] [ 14 ] [ 15 ]  |
| 3  | 19. travnja 1992.  | Shah Alam             | VN Malezije     | Malaysia Motorcycle Grand Prix '92                        | Michael Doohan | Honda    | Wayne Rainey   | Yamaha   | Michael Doohan | Honda    | Wayne Rainey   | Yamaha   | Àlex Crivillé   | Honda    | [ 1 ] [ 2 ] [ 3 ] [ 4 ] [ 5 ] [ 16 ] [ 17 ] [ 18 ] [ 19 ]         |
| 4  | 10. svibnja 1992.  | Jerez                 | VN Španjolske   | Gran Premio Ducados de España                             | Michael Doohan | Honda    | Michael Doohan | Honda    | Michael Doohan | Honda    | Wayne Rainey   | Yamaha   | Niall Mackenzie | Yamaha   | [ 1 ] [ 2 ] [ 3 ] [ 4 ] [ 5 ] [ 20 ] [ 21 ] [ 22 ] [ 23 ]         |
| 5  | 24. svibnja 1992.  | Mugello               | VN Italije      | Gran Premio d'Italia                                      | Michael Doohan | Honda    | Kevin Schwantz | Suzuki   | Kevin Schwantz | Suzuki   | Michael Doohan | Honda    | John Kocinski   | Yamaha   | [ 1 ] [ 2 ] [ 3 ] [ 4 ] [ 5 ] [ 24 ] [ 25 ] [ 26 ]                |
| 6  | 31. svibnja 1992.  | Catalunya - Barcelona | VN Europe       | Gran Premio Super Nintendo Entertainment System de Europa | Michael Doohan | Honda    | Michael Doohan | Honda    | Wayne Rainey   | Yamaha   | Michael Doohan | Honda    | Doug Chandler   | Suzuki   | [ 1 ] [ 2 ] [ 3 ] [ 4 ] [ 5 ] [ 27 ] [ 28 ] [ 29 ] [ 30 ]         |
| 7  | 14. lipnja 1992.   | Hockenheimring        | VN Njemačke     | Großer Preis von Deutschland Motorräder                   | Michael Doohan | Honda    | Michael Doohan | Honda    | Michael Doohan | Honda    | Kevin Schwantz | Suzuki   | Wayne Gardner   | Honda    | [ 31 ] [ 2 ] [ 3 ] [ 4 ] [ 5 ] [ 32 ] [ 33 ] [ 34 ] [ 35 ] [ 36 ] |
| 8  | 27. lipnja 1992.   | Assen                 | VN Nizozemske   | 62e Dutch TT Assen / Grote Prijs van Nederland der KNMV   | Eddie Lawson   | Cagiva   | Juan Garriga   | Yamaha   | Àlex Crivillé  | Honda    | John Kocinski  | Yamaha   | Alex Barros     | Cagiva   | [ 31 ] [ 2 ] [ 3 ] [ 4 ] [ 5 ] [ 37 ] [ 38 ] [ 39 ] [ 40 ]        |
| 9  | 12. srpnja 1992.   | Hungaroring           | VN Mađarske     | HB Magyar Nagydíj                                         | Doug Chandler  | Suzuki   | Alex Barros    | Cagiva   | Eddie Lawson   | Cagiva   | Doug Chandler  | Suzuki   | Randy Mamola    | Yamaha   | [ 31 ] [ 2 ] [ 3 ] [ 4 ] [ 5 ] [ 41 ] [ 42 ] [ 43 ] [ 44 ] [ 45 ] |
| 10 | 19. srpnja 1992.   | Magny-Cours           | VN Francuske    | Grand Prix de France 92                                   | Doug Chandler  | Suzuki   | Wayne Gardner  | Honda    | Wayne Rainey   | Yamaha   | Wayne Gardner  | Honda    | John Kocinski   | Yamaha   | [ 31 ] [ 2 ] [ 3 ] [ 4 ] [ 5 ] [ 46 ] [ 47 ] [ 48 ] [ 49 ]        |
| 11 | 2. kolovoza 1992.  | Donnington Park       | VN Britanije    | Rothmans British Grand Prix                               | Eddie Lawson   | Cagiva   | Wayne Rainey   | Yamaha   | Wayne Gardner  | Honda    | Wayne Rainey   | Yamaha   | Juan Garriga    | Yamaha   | [ 31 ] [ 2 ] [ 3 ] [ 4 ] [ 5 ] [ 50 ] [ 51 ] [ 52 ] [ 53 ] [ 54 ] |
| 12 | 23. kolovoza 1992. | Interlagos            | VN Brazila      | Grande Premio do Brasil                                   | John Kocinski  | Yamaha   | Wayne Rainey   | Yamaha   | Wayne Rainey   | Yamaha   | John Kocinski  | Yamaha   | Doug Chandler   | Suzuki   | [ 31 ] [ 2 ] [ 3 ] [ 4 ] [ 5 ] [ 55 ] [ 56 ] [ 57 ] [ 58 ]        |
| 13 | 6. rujna 1992.     | Kyalami               | VN Južne Afrike | Nashua South African Grand Prix                           | John Kocinski  | Yamaha   | Wayne Gardner  | Honda    | John Kocinski  | Yamaha   | Wayne Gardner  | Honda    | Wayne Rainey    | Yamaha   | [ 31 ] [ 2 ] [ 3 ] [ 4 ] [ 5 ] [ 59 ] [ 60 ] [ 61 ] [ 62 ]        |

VN Malezije - dva puta prekidana radi jake kiše 

VN Nizozemske - također navedena kao Dutch TT, odnosno Dutch TT Assen 

VN Mađarske - na početku prekinuta radi jake kiše, potom nastavljena 

VN Britanije - također navedena kao VN Velike Britanije 

## Poredak za vozače
Sustav bodovanja
Bodove je osvajalo prvih 10 vozača u utrci. 
| pozicija u utrci | 1. | 2. | 3. | 4. | 5. | 6. | 7. | 8. | 9. | 10. |
| bodovi           | 20 | 15 | 12 | 10 | 8  | 6  | 4  | 3  | 2  | 1   |

| mj. | vozač             | konstruktor   | bm | momčad (tim)                            | motocikl               | bodova u poretku |
| --- | ----------------- | ------------- | -- | --------------------------------------- | ---------------------- | ---------------- |
| 1.  | Wayne Rainey      | Yamaha        | 1  | Marlboro Team Roberts                   | Yamaha YZR500 (0WE0)   | 140              |
| 2.  | Michael Doohan    | Honda         | 2  | Rothmans Honda Team                     | Honda NSR500           | 136              |
| 3.  | John Kocinski     | Yamaha        | 4  | Marlboro Team Roberts                   | Yamaha YZR500 (0WE0)   | 102              |
| 4.  | Kevin Schwantz    | Suzuki        | 34 | Lucky Strike Suzuki 500                 | Suzuki RGV500          | 99               |
| 5.  | Doug Chandler     | Suzuki        | 10 | Lucky Strike Suzuki 500                 | Suzuki RGV500          | 94               |
| 6.  | Wayne Gardner     | Honda         | 5  | Rothmans Kanemoto Honda                 | Honda NSR500           | 78               |
| 7.  | Juan Garriga      | Yamaha        | 6  | Ducados Yamaha Team                     | Yamaha YZR500 (0WE0)   | 61               |
| 8.  | Àlex Crivillé     | Honda         | 28 | Campsa Honda Team                       | Honda NSR500           | 59               |
| 9.  | Eddie Lawson      | Cagiva        | 7  | Cagiva Team Agostini                    | Cagiva GP500 C592      | 56               |
| 10. | Randy Mamola      | Yamaha        | 8  | Global Motorsports / Budweiser Racing   | Yamaha YZR500 '91      | 45               |
| 11. | Niall Mackenzie   | Yamaha        | 19 | Yamaha Motor France/Banco               | Yamaha YZR500          | 37               |
| 12. | Miguel Duhamel    | Yamaha        | 17 | Yamaha Motor France/Banco               | Yamaha YZR500          | 34               |
| 13. | Alex Barros       | Cagiva        | 12 | Cagiva Team Agostini                    | Cagiva GP500 C592      | 29               |
| 14. | Daryl Beattie     | Honda         | 58 | Team HRC Rothmans Kanemoto Honda        | Honda NSR500           | 18               |
| 15. | Peter Goddard     | ROC-Yamaha    | 21 | Team Valvoline/WCM                      | ROC GP1 - Yamaha       | 18               |
| 16. | Shin'ichi Itō     | Honda         | 53 | Team HRC                                | Honda NSR500           | 10               |
| 17. | Keiji Ōishi       | Suzuki        | 55 | Suzuki Racing Team (S.R.T.)             | Suzuki RGV500          | 6                |
| 17. | Terry Rymer       | Harris-Yamaha | 63 | Padgett's Racing Team                   | Harris SLS500 - Yamaha | 6                |
| 19. | Corrado Catalano  | ROC-Yamaha    | 33 | K.C.S. International                    | ROC GP1 - Yamaha       | 5                |
| 20. | Eddie Laycock     | Yamaha        | 11 | Millar Racing                           | Yamaha YZR500 '91      | 4                |
| 21. | Toshihiko Honma   | Yamaha        | 56 | Hiro Racing Team Yamaha                 | Yamaha YZR500          | 3                |
| 21. | Michael Rudroff   | Harris-Yamaha | 18 | Rallye-Sport Racing Team                | Harris SLS500 - Yamaha | 3                |
| 23. | Norihiko Fujiwara | Yamaha        | 52 | Kirin Mets Racing Team Yamaha           | Yamaha YZR500          | 2                |
| 23. | Jamie Whitham     | Harris-Yamaha | 61 | Padgett's Racing Team                   | Harris SLS500 - Yamaha | 2                |
| 23. | Dominique Sarron  | ROC-Yamaha    | 14 | Banco ROC                               | ROC GP1 - Yamaha       | 2                |
| 26. | Toshiyuki Arakaki | ROC-Yamaha    | 32 | Team ROC Swiss ELF TEam Kepla Banco ROC | ROC GP1 - Yamaha       | 2                |
| 27. | Satoshi Tsujimoto | Honda         | 57 | AM/PM Racing                            | Honda NSR500           | 1                |
| 27. | Kevin Mitchell    | Harris-Yamaha | 26 | MBM Racing                              | Harris SLS500 - Yamaha | 1                |

 u ljestvici vozači koji su osvojili bodove u prvenstvu 

## Poredak za konstruktore
Sustav bodovanja
Bodove za proizvođača osvaja najbolje plasirani motocikl proizvođača među prvih 10 u utrci. 
| pozicija u utrci | 1. | 2. | 3. | 4. | 5. | 6. | 7. | 8. | 9. | 10. |
| bodovi           | 20 | 15 | 12 | 10 | 8  | 6  | 4  | 3  | 2  | 1   |

Honda prvak u poretku konstruktora.
| mj. | konstruktor   | bodova |
| --- | ------------- | ------ |
| 1.  | Honda         | 216    |
| 2.  | Yamaha        | 195    |
| 3.  | Suzuki        | 127    |
| 4.  | Cagiva        | 79     |
| 5.  | ROC-Yamaha    | 22     |
| 6.  | Harris-Yamaha | 9      |

 u ljestvici konstruktori koji su osvojili bodove u prvenstvu 

## Vanjske poveznice
- (engl.) motogp.com
- (fr.) racingmemo.free.fr, LES CHAMPIONNATS DU MONDE DE VITESSE MOTO
- (engl.) motorsportstats.com, MotoGP
- (fr.) pilotegpmoto.com, wayback
- (nizoz.) jumpingjack.nl, Alle Grand-Prix uitslagen en bijzonderheden, van 1973 (het jaar dat Jack begon met racen) tot heden., wayback
- (engl.) motorsport-archive.com, World 500ccm Championship :: Overview, wayback
- (engl.) the-sports.org, Moto - Moto GP - Prize list
- (engl.) motorsportmagazine.com, World Motorcycle Championship / MotoGP
- (engl.) europark.com, Roadracing Championship Databook / FIM-GP, WSBK and World Sidecar
- (engl.) motorsporttop20.com, Motorcycle Championships
- (engl.) progcovers.com, Motor Racing Programme Covers / FIM Grand Prix World Championship Programmes / 500cc Class / MotoGP
- (engl.) en.wikipedia.org, 1992 Grand Prix motorcycle racing season
- (tal.) it.wikipedia.org, Risultati del motomondiale 1992